# Rio John
O rio John (em inupiaque: Atchiiniq) é um afluente do rio Koyukuk com aproximadamente 201 quilômetros de extensão, localizado na região norte do estado do Alasca, Estados Unidos.

## Toponímia
O nome do rio é uma homenagem a John Bremner, garimpeiro e explorador considerado um dos primeiros não nativos a visitar a região.

## Geografia
O rio flui para o sul a partir de Anaktuvuk Pass, na cordilheira Brooks, até desaguar no rio Koyukuk, nas proximidades da comunidade de Bettles, ligeiramente ao norte do Círculo Polar Ártico.
O vale do rio John também constitui uma importante rota de migração para os caribus do Ártico.

## História
Em 1901, a expedição liderada por Frank Charles Schrader e William John Peters realizou uma exploração pelo rio John, pelo rio Anaktuvuk e seguiu até Point Barrow, na costa ártica do Alasca.
Em 1931, o ambientalista Robert "Bob" Marshall percorreu o rio John até alcançar a divisória de drenagem do Ártico e relatou ter avistado um raro fenômeno óptico que descreveu como um "arco-íris quádruplo".
Em 1980, um segmento de aproximadamente 84 quilômetros do rio John, situado dentro dos limites do Parque Nacional e Reserva Gates of the Arctic, foi classificado como "selvagem" e incluído no Sistema Nacional de Rios Selvagens e Cênicos dos Estados Unidos. Essa designação indica que o trecho é não poluído, de fluxo livre e geralmente inacessível, exceto por trilhas.

## Navegação
É possível descer o rio John com canoas, caiaques e botes infláveis de pequeno porte, embora as condições variem ao longo do percurso. Os 56 quilômetros iniciais são classificados como Classe III (difícil) na Escala Internacional de Dificuldade de Rios, sendo recomendados apenas para remadores experientes com sólida capacidade de sobrevivência em áreas remotas.
Abaixo desse trecho, o rio apresenta nível Classe II (moderado) por aproximadamente 76 quilômetros e, em seguida, é classificado como Classe I nos trechos inferiores até a sua foz. Entre os principais riscos da parte superior do rio estão corredeiras prolongadas, correntezas fortes, um trecho de transposição terrestre (portage) de cerca de 6 quilômetros e a possibilidade de trechos com nível de água insuficiente para navegação.